# Taufaʻahau Manumataongo Tukuʻaho
Taufaʻahau Manumataongo Tukuʻaho (* 10. května 2013, Auckland) je tonžský princ, jediný syn korunního prince Tupoutoʻa ʻUlukalala a vnuk tonžského krále Tupoua VI. Je druhý v linii následnictví tonžského trůnu. Jeho narození bylo ohlášeno prostřednictvím sociálních médií.

## Mládí
Taufaʻahau se narodil 10. května 2013 v Auckland City Hospital, fakultní nemocnici v Graftonu v Aucklandu, jako syn korunního prince Tupoutoʻa ʻUlukalala a korunní princezny Sinaitakaly, za vlády svého dědečka krále Tupoua VI.
Má tři mladší sestry: princeznu Halaevalu Mataʻaho (narozena 12. července 2014), princezna Nanasipauʻu Elianu (narozena 20. března 2018) a princeznu Salote Mafile’o Pilolevu (narozena 25. února 2021).